# Якоб Генріх фон Флеммінг
Граф Якоб Генріх фон Флеммінг (нім. Jacob Heinrich Reichsgraf von Flemming; 3 березня 1667 — 30 квітня 1728, Відень) — державний і військовий діяч Саксонії і Речі Посполитої, фаворит саксонського курфюрста Августа Сильного, будівельник Японського палацу в Дрездені .
Конюший великий литовський (1701—1728), кабінет-міністр Саксонії (1705—1728), генерал коронної артилерії (1710—1714), фельдмаршал Саксонії (1712).

## Початок кар'єри
Син бранденбурзького таємного радника Георга Каспера Флеммінга. Закінчив академічний курс наук і в 1688 році подорожував до Англії, після чого вступив на військову службу голландського штатгальтера Вільгельма III Оранського .
Почав службу в війнах проти французького короля Людовика XIV: присутній при облозі Кайзерсверт і Бонна (1689) в боях при Фльорусі (1690) і Льозі (1691), в 1693 році був в справі при Гайльбронні, потім боровся за Марсальії в П'ємонті .
Саксонський курфюрст Йоганн-Георг IV призначив його своїм генерал-ад'ютантом і полковником . Ці посади Флемминг зберіг і при курфюрсті Августі II, надавши йому важливі послуги як в деяких дорученнях в Угорщині і Відні, так і на польському сеймі 1697 року, на якому Август був обраний королем Польщі. За заслуги у 1698 році проведено в генерал-майори, таємні військові радники, генерал-поштмейстера Саксонії, з 1701 року — Конюший великий литовський .

## Північна війна
З 1699 року — генерал-лейтенант, з відкриттям кампанії проти Карла XII брав участь в облозі Риги (1700) і битві на Дюні (1701), поранений в битві при Клишові (1702). У 1705 році нагороджений чином генерала кавалерії .
У 1707 році призначений губернатором Дрездена, Кьонігштейна, Зоненштейна і головним командиром королівської гвардії.
У 1710 році призначений генералом польської коронної артилерії, президентом таємної і військової ради, в 1712 році отримав посаду кабінет-міністра .
22 лютого 1712 року отримав чин саксонського фельдмаршала і посаду командувача саксонськими військами в Померанії, спільно з данцями осадив Штральзунд, але зазнав поразки при Гадебуше від Магнуса Стенбока . Наступного року був присутній при облозі і взятті Теннінга
З початком кампанії проти польської Тарногородської конфедерації завдав поразки конфедератам при Сандомирі і зайняв Замостя, проте змушений був відступити після поразки під Сокалем.
Далі був присутній при побаченні польського короля з російським царем Петром I в Гданську, а також на конгресах в Любліні та Варшаві, після чого призначений головним губернатором всіх польських областей, а також шефом гвардії і драгунського полку.

## Після війни
Якоб Генріх фон Флеммінг виявив себе майстерним дипломатом, влаштувавши в Відні одруження курпрінца Фрідріха Августа з ерцгерцогинею Марією-Жозефою (1719), а також брав участь при укладенні союзного договору між його государем, імператором Карлом VI і англійським королем Георгом I .

## Нагороди
- Мальтійський хрест (1691)
- Орден Святого Андрія Первозванного (1710)
- датський орден Слона
- Орден Білого орла (1717)

## Родина
Був двічі одружений:
- 1-а дружина — Франциска Ізабелла Сапега, дочка Конюшого великого литовського і старости Бобруйського Франтішека Стефана Сапеги (пом. 1686) і Анни Христини Любомирської (пом. 1701).
- 2-а дружина — Текла Ружа Радзивілл (05.09.1703 — 25.11.1747), дочка канцлера великого литовського Кароля Станіслава Радівілла (1669—1719) і Анни Катерини Сангушко (1676—1746). Після смерті Якуба Генріха фон Флеммінга була одружена з гетьманом великим литовським, князем Михайлом Сервацієм Вишневецьким (1680—1744), і Підканцлер литовським, князем Михайлом Антонієм Сапігою (1711—1760).

Його двоюрідний брат — підскарбій великий литовський і воєвода поморський Ян Єжи Флемминг (1699—1771).